# Believe in Me (álbum de Duff McKagan)
Believe in Me es el primer disco en solitario de Duff McKagan, el cual venía ya hace un buen tiempo trabajando en algunas canciones personales, y que además cuenta con varios artistas invitados tales como Lenny Kravitz, Jeff Beck, Sebastian Bach, Slash, Matt Sorum, entre otros.
Con este disco Duff McKagan se embarcó en una gira por varias ciudad de Estados Unidos. Por otro lado, de este disco solo se extrajo un sencillo promocional, la canción "Believe in Me", que cuenta con la participación de su amigo y compañero de Guns N' Roses, Slash en guitarras. También cabe destacar que algunas canciones que quedaron fuera de este disco, quedaron en el disco de versiones de Guns N' Roses, The Spaghetti Incident?.

## Lista de canciones
1. Believe in Me (con la colaboración de Slash)
2. I Love You
3. Man in the Meadow
4. (F@*ked Up) Beyond Belief (con la colaboración de Jeff Beck & Matt Sorum)
5. Could it Be U (con la colaboración de Dizzy Reed)
6. Just Not There (con la colaboración de Slash)
7. Punk Rock Song
8. The Majority (con la colaboración de Lenny Kravitz)
9. 10 Years (con la colaboración de Gilby Clarke)
10. Swamp Song (con la colaboración de Jeff Beck)
11. Trouble (con la colaboración de Sebastian Bach & Dave Sabo)
12. F@*k You
13. Lonely Tonite